# Бурцев, Михаил Иванович (генерал-лейтенант)
Михаи́л Ива́нович Бу́рцев (4 марта 1919, Крестниково, Симбирская губерния — 30 ноября 1997, Железнодорожный, Московская область) — генерал-лейтенант авиации, семикратный кавалер ордена Красного Знамени.

## Биография
Родился 4 марта 1919 года в селе Крестниково (ныне Цильнинского района Ульяновской области) в семье крестьянина. В 1933 году окончил 7 классов средней школы. Работал бригадиром-учетчиком в колхозе «Маяк Ильича». В 1937 году окончил автомотоклуб в городе Ульяновске и некоторое время работал шофером РК ВКП(б). с 1938 года по 1942 год — шофер Забайкальского военного округа 70 истребительного авиаполка. Принимал участие в боевых действиях в Монголии на реке Халхин-Гол в качестве водителя авиамоториста, а затем шофера в составе 70 истребительного авиаполка. В 1942 году поступил в 22 авиашколу Военно-воздушных сил, в том же году переведен в 1 авиашколу первоначального обучения авиации ВМС. В июне 1943 году окончил Военно-морское Ордена Ленина авиационное училище им. И. В. Сталина.
В Советской Армии с 1939 года. В конце 1943 года окончил училище морской авиации. С 1943 года воевал в 9-м истребительном авиационном полку ВВС ВМФ. Сначала полк воевал на Черноморском флоте, сражался под Керчью, Севастополем, Одессой. Начал войну лейтенантом. Командир эскадрильи — майор Платонов.
После завершения боевых действий на Чёрном море осенью 1944 года в составе полка М. Бурцев прибыл на Балтийский флот, где воевал до Победы. Служил вместе с Героем Советского Союза Василием Хряевым (имя Хряева носила эскадрилья в годы Великой Отечественной войны). Окончил Великую Отечественную войну в звании старший лейтенант и с четырьмя орденами Красного Знамени на груди. В годы Великой Отечественной войны выполнил 165 боевых вылетов, провёл 26 воздушных боёв, сбил 10 самолётов противника лично и 1 в группе.
После Великой Отечественной войны окончил военную академию. Овладел новыми типами современных самолётов. Служил в Заполярье. Командир полка ПВО, затем корпуса ПВО. Накануне Нового 1968 года за успехи в боевой подготовке авиаторов генерал-майору М. И. Бурцеву был вручён орден Красного Знамени с «семёркой» на лицевой стороне и единицей — на оборотной.

## Служба
- 9-й истребительный авиационный полк (62-я истребительная авиационная бригада ВВС Черноморского флота).
- 47-й штурмовой авиационный Феодосийский полк (11-я штурмовая авиационная Новороссийская дивизия).

## Награды
- Семь раз награждён Орденом Красного Знамени (20.07.1944, 7.03.1945, 19.04.1945, 23.05.1945[2], …, …, 1967[3]).
- Орден Отечественной войны 1 степени.
- Орден Красной Звезды
- Орден «За службу Родине в Вооружённых Силах СССР» 3 степени.